# Karnawał na Trynidadzie

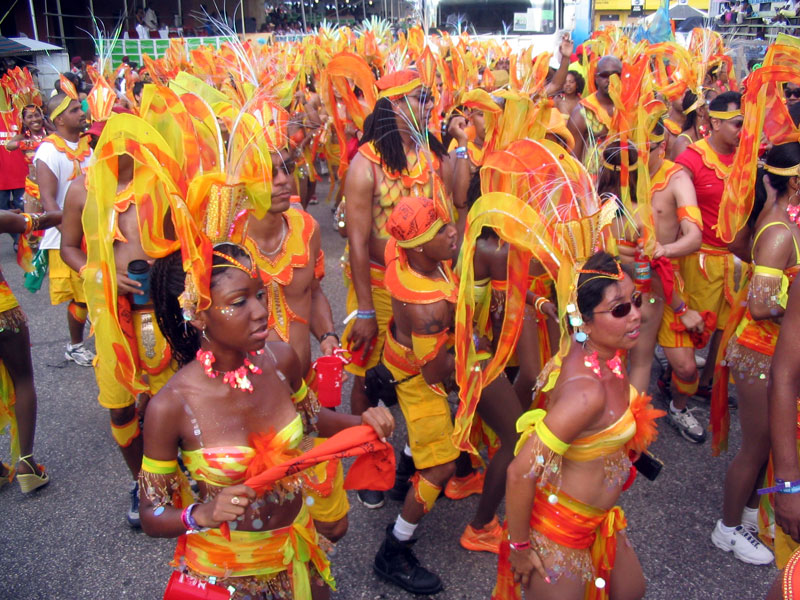
Karnawał na Trynidadzie

Karnawał na Trynidadzie – doroczne wydarzenie muzyczno-taneczne, organizowane na wyspie Trynidad w tygodniu poprzedzającym Środę Popielcową, jednak przygotowania rozpoczynają się już w Nowy Rok konkursem calypso i steelbandów. Ze względu na wyszukane kostiumy impreza stanowi obecnie znaną atrakcję turystyczną.

## Historia
Karnawał sięga początkami końca XVIII w., gdy miejscowi niewolnicy naśladowali w swoich dzielnicach wytworne zabawy karnawałowe i maskarady francuskich kolonizatorów, jednocześnie czerpiąc z afrykańskiego folkloru. Po abolicji niewolnictwa w 1838 r. barwne korowody wyszły również na ulice.